# Diggi loo diggi ley
Diggi loo diggi ley är en sång framförd av Herreys, som var det vinnande bidraget i både den svenska Melodifestivalen 1984 och i Eurovision Song Contest 1984. Texten skrevs av Britt Lindeborg, melodin av Torgny Söderberg och låten producerades av Anders Engberg och Torgny Söderberg.

## Beskrivning
Sångtexten handlar om en kille som går omkring och är lycklig över att han plötsligt fått ett par gyllene skor, och efter det går allt bra - inklusive en showbiz-karriär. Låten finns även i engelskspråkig version, och heter då "Diggi Loo Diggi Lee".
Sverige inledde festivalen detta år, med Curt-Eric Holmquist som dirigent, för första gången i Eurovisionsammanhang. Bidraget innehöll även en bakgrundskör med tre sångare, som bestod av Caj Högberg, Lotta Pedersen (senare Engberg) och Anders Engberg. Låten fick tolv poäng från Cypern, Irland, Danmark, Österrike och Västtyskland.
När låten till slut korats som segrare repriserade bröderna den traditionsenligt. Dock improviserade de och framförde halva låten på engelska. Vid denna tid krävde reglerna att alla bidrag framfördes på respektive lands eget språk. Bröderna tog dock ingen risk i och med tilltaget, då tävlingen redan var avgjord.[källa behövs]
Torgny Söderberg, som hade skrivit låten, hade på förhand lovat att raka av sitt skägg om låten skulle vinna, vilket Herreys själva tog hand om i efterhand.[källa behövs]
Den brittiska tidningen The Times utsåg 2007 "Diggi loo diggi ley" till historiens roligaste eurovisionsbidrag.
"Diggi loo diggi ley" placerade sig som bäst på andra plats på den svenska singellistan.

## Singeln

### Låtlista
1. Diggi loo - Diggi ley - 3:05
2. Every Song You Sing - 3:34

### Listplaceringar
| Lista (1984) | Placering |
| ------------ | --------- |
| Norge        | 5         |
| Schweiz      | 10        |
| Sverige      | 2         |
| Österrike    | 10        |

## Coverversioner
- Den svenska hårdrocksgruppen Black Ingvars spelade in en cover på "Diggi loo diggi ley" på sitt album Schlager Metal från 1998.[7]
- 2010 tolkade det svenska dansbandet Wahlströms låten på albumet Vårt älskade 80-tal.[8]
- I Alla tiders melodifestival framförde Viktoria Tolstoy en jazzig version av denna låt.